# Viktorin Kornel ze Všehrd
Viktorin Kornel ze Všehrd (Chrudim, 1460 – Praga, 21 settembre 1520) è stato un letterato, scrittore e giurista ceco.

## Biografia

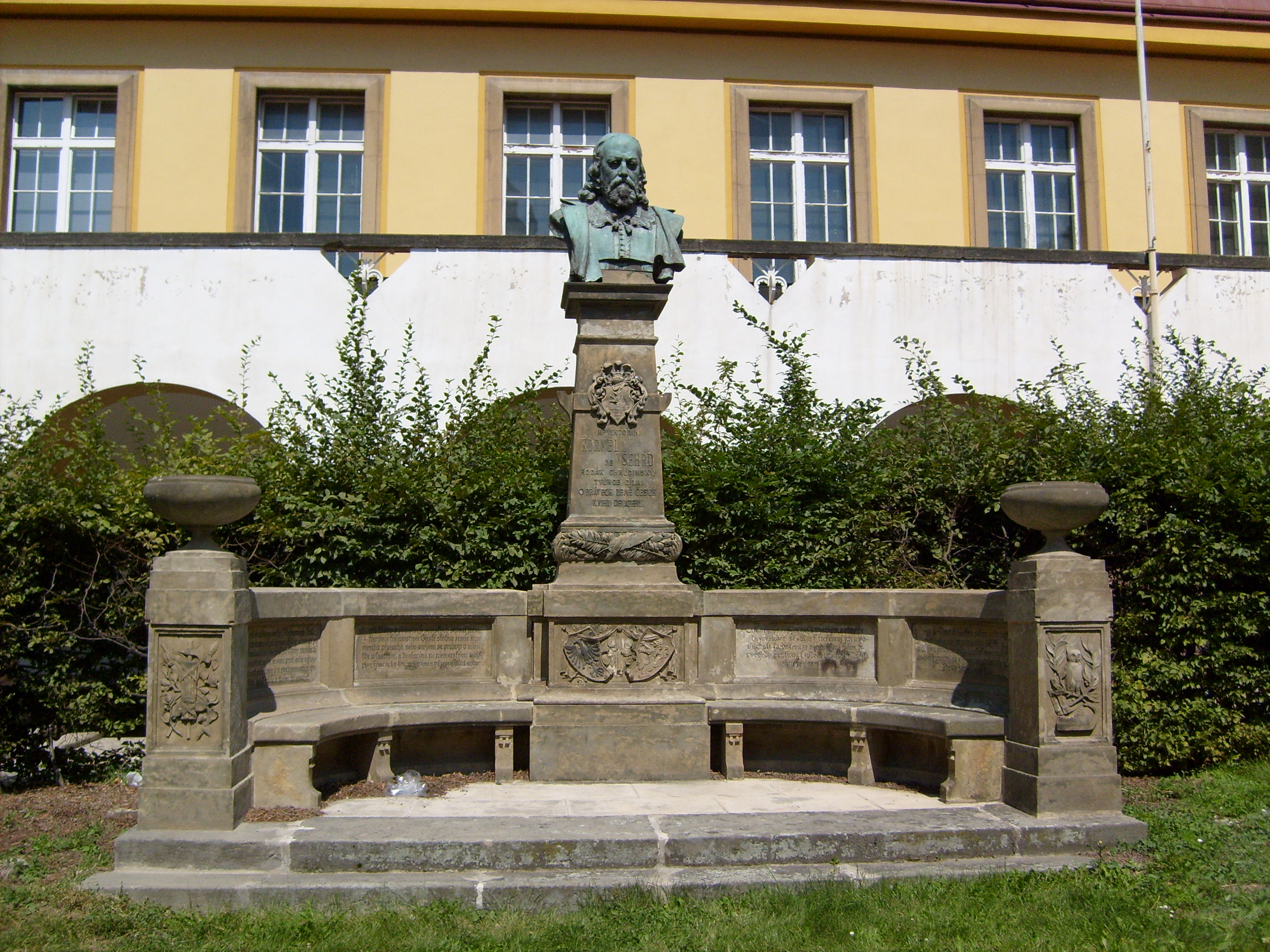
Memoriale di Viktorin Kornel ze Všehrd, a Chrudim, Repubblica ceca

Viktorin Kornel ze Všehrd fu uno dei più importanti umanisti cechi, noto per aver guidato il movimento che,
rivendicando i diritti del popolo ceco, scelse di utilizzare la lingua ceca al posto del latino per la scrittura delle opere letterarie.
Si laureò all'Università di Praga, dove successivamente insegnò dal 1483, e di cui diventò preside l'anno seguente.
Dal 1488 lavorò nell'ufficio del tribunale del castello di Praga.
Dopo aver esordito con poesie liriche e satiriche, già nel 1495 nella prefazione ad una sua versione di un'opera di Giovanni Crisostomo, intitolata Knihi o napravení padlého ("Libri sulla conversione del peccatore"), affermò l'intenzione di scrivere in ceco «affinché non soltanto i Greci e i Latini, ma anche i Boemi e gli Slovacchi possano leggere i maestri ellenici...affinché la nostra lingua ceca pure in questo campo si espanda, si nobiliti e si rafforzi, poiché non è così angusta né così rozza come a qualcuno sembrava».
Viktorin Kornel ze Všehrd è ricordato soprattutto per un'importante opera giuridica, intitolata O právech, súdiech i o dskách země české knihy devatery ("Nove libri sui diritti, i tribunali e le leggi della terra boema", 1499).
Mentre i primi tre libri dell'opera trattano approssimativamente di ciò che oggi viene chiamato diritto processuale, i tre successivi discutono di diritto sostanziale, a cui si aggiunge un breve supplemento sull'esecuzione. Nel settimo libro troviamo ulteriori e più dettagliate norme sulla legge di esecuzione. L'ottavo libro tratta alcuni documenti legali pubblicamente rilevanti e le spese amministrative. Infine, il nono libro tratta di confusioni e incongruenze nell'applicazione della legge e di alcune riforme dell'ordinamento giuridico.
Quest'opera, intrisa di ideali democratici e antitedeschi, descrisse non solamente l'organizzazione giuridica dello stato boemo, ma anche gli eventi politici del suo tempo, criticando le brame di potere degli aristocratici, a scapito delle città e del re.
A tal riguardo, Viktorin Kornel ze Všehrd scrisse che «nessun nemico e distruttore è al paese tanto dannoso quanto lo sono coloro che non soltanto tentano, col loro arbitrio, di infrangere il bene comune, ma osano altresì corrompere ed opporsi alle leggi, sulle quali da tempi immemorabili si regge il paese», invitando a seguire le tradizioni dei loro padri che «hanno escogitato per sé e per i posteri leggi così giuste, così adatte e così necessarie».
In una delle pagine più popolari dell'opera, importante anche come prosa letteraria e non solamente come testo giuridico, Viktorin Kornel ze Všehrd lamentava che «se tutto quello che gli antichi Cechi, virili e saggi, probi e valorosi, hanno trovato a tutela di tutti in generale e di ciascuno in particolare, del povero come del ricco, sarà rivolto alla perdizione di tutti i buoni e poveri dapprima, poi delle vedove e degli orfani...allora, si, sarà la fine di tutto, e non occorrerà che contro questo paese si scaglino Turchi, o nemici, o stranieri, che si impieghino spade e fuoco, ma ogni cosa sarà all'improvviso ed inavvertitamente guastata, sradicata ed annientata, con astuzie, intrighi e falsità».
I nove libri, rivisti e aggiornati nel corso degli anni, furono ultimati nel 1508, in un'edizione manoscritta dedicata al re Ladislao II di Boemia, con il nuovo titolo di Knihy devatery o právech země české ("Nove libri sui diritti delle terre ceche"), caratterizzati dalla bellezza del periodare, del ritmo, dello stile e dell'espressività.
L'opera fu pubblicata, grazie a V. Hanka, nel 1841, e di notevole importanza risultò l'edizione critica curata da H. Jireček nel 1874.

## Opere principali

### Scritti giuridici
- O právech, súdiech i o dskách země české knihy devatery, 1499;
- Knihy devatery o právech země české, 1508.

### Traduzioni
- Jan Zlatoústý: Knihy o napravení padlého, 1495 (s Přípisem knězi Jírovi);
- Sv. Cyprián: List k Donátovi o potupení světa, 1501;
- Knihy o napravení padlého.